# Студёнка (Лебедянковский сельсовет)
Студёнка (бел. Студзёнка) — деревня в составе Лебедянковского сельсовета Белыничского района Могилёвской области Республики Беларусь. Население — 58 человек (2009). Располагается возле озера Красное.

## География

### Расположение
В 10 км на юго-восток от Белынич, в 35 км от областного центра и железнодорожной станции Могилёв.

## Транспортная система
Транспортная связь по просёлочной дороге, затем по автодороге Могилёв — Минск. Планировка состоит из прямолинейной улицы, ориентированной с юго-запада на северо-восток. Застройка деревянными домами усадебного типа.

## История
Упоминается в 1642 году как деревня в составе имения Головчин в Оршанском повете ВКЛ. В 1667 году — имение в Оршанском повете Витебского воеводства Великого княжества Литовского. В 1897 году в деревне было 30 дворов, 166 жителей, в Нежковской волости Могилёвского уезда Могилёвской губернии. С февраля до октября 1918 года оккупирована германской армией. 
В 1930 году организован колхоз «Коммунар». 2 июля 1941 года оккупирована немецко-фашистскими захватчиками. Во время Великой Отечественной войны на фронтах погибли 19 местных жителей. Освобождена 29 июня 1944 года.
В 1986 году — центр колхоза имени К. С. Заслонова. Действовали 8-летняя школа, фельдшерско-акушерский пункт, отделение связи, детский сад, магазин, столовая.

## Население

### Численность
- 2009 год — 58 жителей.

### Динамика
- 1897 год — 30 дворов, 166 жителей.
- 1909 год — 183 жителя.
- 1959 год — 71 житель.
- 1970 год — 121 житель.
- 1986 год — 110 жителей.
- 2002 год — 37 дворов, 79 жителей[4].
- 2007 год — 30 дворов, 63 жителя.
- 2009 год — 58 жителей.